# Campanula radula
Campanula radula är en klockväxtart som beskrevs av Fisch. och Fenzl. Campanula radula ingår i släktet blåklockor, och familjen klockväxter. Inga underarter finns listade i Catalogue of Life.